# Angerberg
Angerberg est une commune autrichienne du district de Kufstein dans le Tyrol.